# Остки
Остки (укр. Остки) — село, входит в Сновидовичский сельский совет Рокитновского района Ровненской области Украины.
Население по переписи 2001 года составляло 1172 человека. Почтовый индекс — 34250. Телефонный код — 3635. Код КОАТУУ — 5625086203.

## Местный совет
34200, Ровненская обл., Рокитновский р-н, с. Сновидовичи, ул. Гагарина, 2.